# Прем'єр-ліга (Шрі-Ланка)
Футбольна Прем'єр-ліга Шрі-Ланки (на даний час завдяки головному спонсору знана як Ліга чемпіонів Діалог) (англ. Sri Lanka Football Premier League) — найвища чоловіча професіональна футбольна ліга Шрі-Ланки. У турінір беруть участь 18 клубів, пов'язаних системою підвищення та пониження з Дивізіоном 1.
Турнір мав різні формати змагання. У сезоні 2013/14 років до формату турніру були внесені зміни — з'явився плей-оф. Найтитулованіші клуби країни: «Саундерс» (12), «Ратнам» (5), «Реновн» (4) та «Коломбо» (3). Протягом останніх років різні клуби країни зуміли виграти по одному чемпіонству.

## Історія
Чемпіонат Шрі-Ланки вперше було проведено в 1985 році, з того часу розігрується кожного року. У 2016 році було проведено 32-й сезон чемпіонату країни. З моменту створення формат турніру неодноразово зазнавав змін. Починаючи з сезону 2013/14 було введено систему плей-оф. На даний час у змаганні беруть участь 18 клубів. Найтитулованішим серед них є «Саундерс», 12-кратний переможець чемпіонату. «Ратнам» перемагав у турнірі 5 разів, «Реновн» — 4. В останні роки декілька клубів по 1 разу ставали переможцями чемпіонату країни. Дві найгірші команди за підсумками сезону опускаються до Дивізіону 1.

## Формат
На даний час 18 клубів Шрі-Ланки борються за чемпіонський титул. На першому етапі команди розділяються на 2 групи, по 9 у кожній. Ці команди грають між собою за системою кола. Чотири найкращі команди першого етапу кваліфікуються до Чемпіонського раунду. На цьому етапі 8 команд за системою кола змагаються за чемпіонство, а переможець групи оголошується чемпіоном Шрі-Ланки. А по дві найгірші команди з кожної групи за підсумками першого раунду опускаються до Дивізіону 1.

### Кваліфікація до міжнародних змагань
Переможець чемпіонату країни отримує право зіграти в Кубку АФК, який проводиться під егідою Азійської Футбольної Конфедерації. Також переможець чемпіонату має право зіграти в Лізі чемпіонів Південної Азії. Проте до 2014 року команди-переможці чемпіонату Шрі-Ланки не виступали в жодному з вище вказаних турнірів. Першим чемпіоном Шрі-Ланки, який зіграв у Кубку АФК став у 2015 році «Коломбо»

## Команди, які виступали у Вищому дивізіоні
| - «Ейр Форс» (Коломбо) - «Армі» (Ратнапура) - «Блу Стар» (Калутара) - ФК «Коломбо» (Коломбо) - «Крістал Пелес» (Гампола) - «Джава Лейн» (Коломбо) - «Матара Сіті» (Матара) - «Моргасмулла» (Коломбо) - «Нандімітра» (Коломбо) - «Неві» | - «Негамбо Юз» (Негомбо) - «Нью-Янгс» (Веннаппува) - «Поліс» (Коломбо) - «Пеліканс» (Курунегала) - «Ратнам» (Коломбо) - «Реновн» (Коломбо) - «Ред Стар» (Алутхгама) - «Саундерс» (Коломбо) - «Солід» (Анурадхапура) - «Супер Сан» (Берувала) - «Тігарія Юз» (Гамфага) - «Маванелла Юнайтед» (Маванелла) - «Ап Кантрі Лайонз» (Навалапітія) |

## Переможці попередніх років
| Сезон   | Чемпіон             | Фіналіст |
| ------- | ------------------- | -------- |
| 1985    | «Саундерс»          | «Йорк»   |
| 1986    | «Саундерс»          |          |
| 1987    | «Саундерс»          |          |
| 1988    | «Олд Бенс»          |          |
| 1989    | «Саундерс»          |          |
| 1990    | «Реновн»            |          |
| 1991    | «Саундерс»          | «Ратнам» |
| 1992    | «Саундерс»          |          |
| 1993    | «Реновн»            |          |
| 1994    | «Реновн»            |          |
| 1995    | «Петтах Юнайтед»    |          |
| 1996    | «Саундерс»          |          |
| 1997    | «Саундерс»          |          |
| 1997–98 | «Ратнам»            |          |
| 1998–99 | «Саундерс»          |          |
| 1999–00 | «Маванелла Юнайтед» |          |

| Сезон   | Чемпіон      | Фіналіст     |
| ------- | ------------ | ------------ |
| 2000–01 | «Саундерс»   | «Негамбо Юз» |
| 2001–02 | «Саундерс»   | «Негамбо Юз» |
| 2002–03 | «Негамбо Юз» |              |
| 2003–04 | «Блу Стар»   | «Ратнам»     |
| 2004–05 | «Саундерс»   | «Ратнам»     |
| 2005–06 | «Негамбо Юз» | «Ратнам»     |
| 2006–07 | «Ратнам»     | «Блу Стар»   |
| 2007–08 | «Ратнам»     |              |
| 2008–09 | «Армі»       | «Ратнам»     |
| 2009–10 | «Реновн»     | «Ейр Форс»   |
| 2010–11 | «Дон Боско»  | «Армі»       |
| 2011–12 | «Ратнам»     | «Армі»       |
| 2013–14 | «Ейр Форс»   | «Ратнам»     |
| 2014–15 | «Солід»      | ФК «Коломбо» |
| 2015–16 | ФК «Коломбо» | «Реновн»     |
| 2016–17 | ФК «Коломбо» | «Реновн»     |
| 2017–18 | ФК «Коломбо» | «Реновн»     |

## Усі чемпіони
| Клуб                | Кількість чемпіонств |
| ------------------- | -------------------- |
| «Саундерс»          | 12                   |
| «Ратнам»            | 5                    |
| «Реновн»            | 4                    |
| ФК «Коломбо»        | 3                    |
| «Негамбо Юз»        | 2                    |
| «Олд Бенс»          | 1                    |
| «Петтах Юнайтед»    | 1                    |
| «Блу Стар»          | 1                    |
| «Армі»              | 1                    |
| «Дон Боско»         | 1                    |
| «Ейр Форс»          | 1                    |
| «Солід»             | 1                    |
| «Маванелла Юнайтед» | 1                    |

## Спонсор
На даний час головним спонсором чемпіонату є телекомунікаційна компанія Dialog. Тому офіційна назва турніру — Діалог Прем'єр-ліга Шрі-Ланки. Раніше титульним спонсором чемпіонату була компанія Cargills. Офіційний м'яч турніру — від компанії Molten. Офіційний медіа партнер — The papare.com.

## Стадіони
Більшість футбольних клубів Шрі-Ланки не мають власних стадіонів, які відповідали б нормам ФІФА. Тому більшість матчів грають на стадіоні «Сугатадаса» та футбольному комплексі «Келанія». Деякі клуби проводять свої матчі на домашніх стадіонах, які знаходяться в Коломбо, Анурадхапураі, Келанії та Калутарі.

## Найкращі бомбардири
| Рік     | Найкращий бомбардир | Команда    | Голи |
| 2003–04 | М. А. М. Фарзін     | «Блу Стар» | 19   |
| 2006–07 | Касун Джаясурія     | «Ратнам»   | 24   |
| 2007–08 | Касун Джаясурія     | «Ратнам»   | 12   |
| 2008–09 | Касун Джаясурія     | «Реновн»   | 13   |
| 2009–10 | Мохамед Фазал       | «Реновн»   | 14   |
| 2014–15 | Мохамед Іззадін     | «Армі»     | 26   |
| 2015    | М. С. М. Ріфназ     | «Реновн»   | 9    |
| 2016–17 | Жоб Майкл           | «Реновн»   | 11   |
| 2017–18 | Жоб Майкл           | «Реновн»   | 19   |